# Husby (Stockholm)
Husby ist ein Stadtteil im Rinkeby-Kista-Stadtbezirk von Stockholm, Schweden. Husby hat 11.193 Einwohner (Stand: 31. Dezember 2008).

## Geschichte
Es gibt viele Runensteine in der Umgebung von Husby, beispielsweise Granbyhällen, eine geschichtliche Hinterlassenschaft der Wikinger. Die Landwirtschaft wurde 1959 eingestellt. Der alte Husby-Hof (Husby gård) stammt aus dem Jahr 1840 und ist teilweise erhalten. Die ehemals landwirtschaftlichen Gebäude sind heute als Café, Ateliers und Kunsthalle (Husby Konsthall) genutzt.

## Husby heute
Husby liegt an der blauen Metrolinie T11. Die wichtigsten Gebäude des modernen Husby entstanden ab dem Jahr 1972 als Teil des Millionenprogramms. Der U-Bahnhof wurde 1977 eröffnet; die Fahrt nach Stockholm mit dem Zug dauert ca. 20 Minuten. Der Name der Stadt deutet auf einen ehemaligen königlichen Hof hin. Die Straßen von Husby sind nach Städten benannt.
Heute hat Husby eine große Population von Einwanderern, vor allem aus der Türkei, dem Libanon, Syrien, Irak und Somalia. 82,7 % der Einwohner sind in erster oder zweiter Generation ausländischer Herkunft (Stand: 31. Januar 2008). Die Polizei ordnete 2019 Husby als eines der 22 gefährdetsten Gebiete Schwedens im Sinne von hoher Kriminalität und sozialer Ausgrenzung ein.

## Unruhen in Stockholm 2013
Husby war im Jahr 2013 durch die Unruhen in den Schlagzeilen der internationalen Presse, nachdem im Laufe von drei Tagen rund 129 Autos verbrannt wurden.

## Bilder

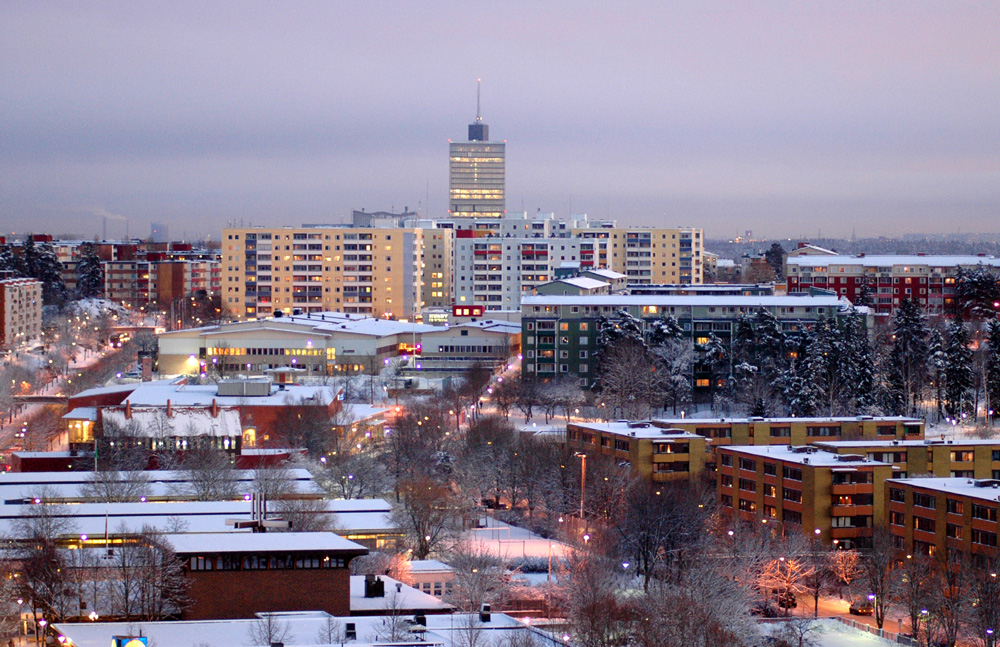
Blick auf Akalla im Vordergrund, Husby und den Kista Science Tower im Hintergrund
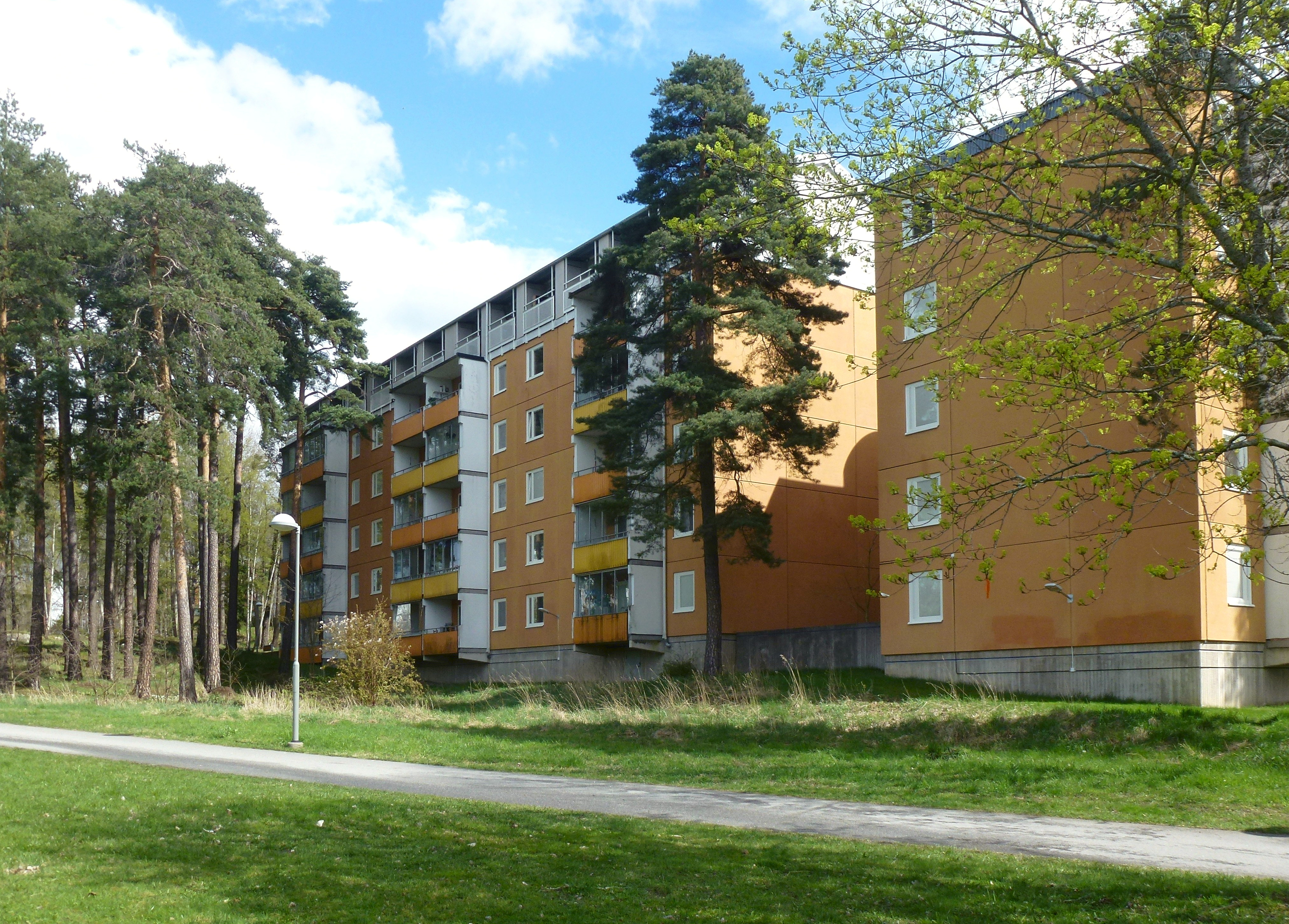
Typische Plattenbauten aus den 1970er Jahren
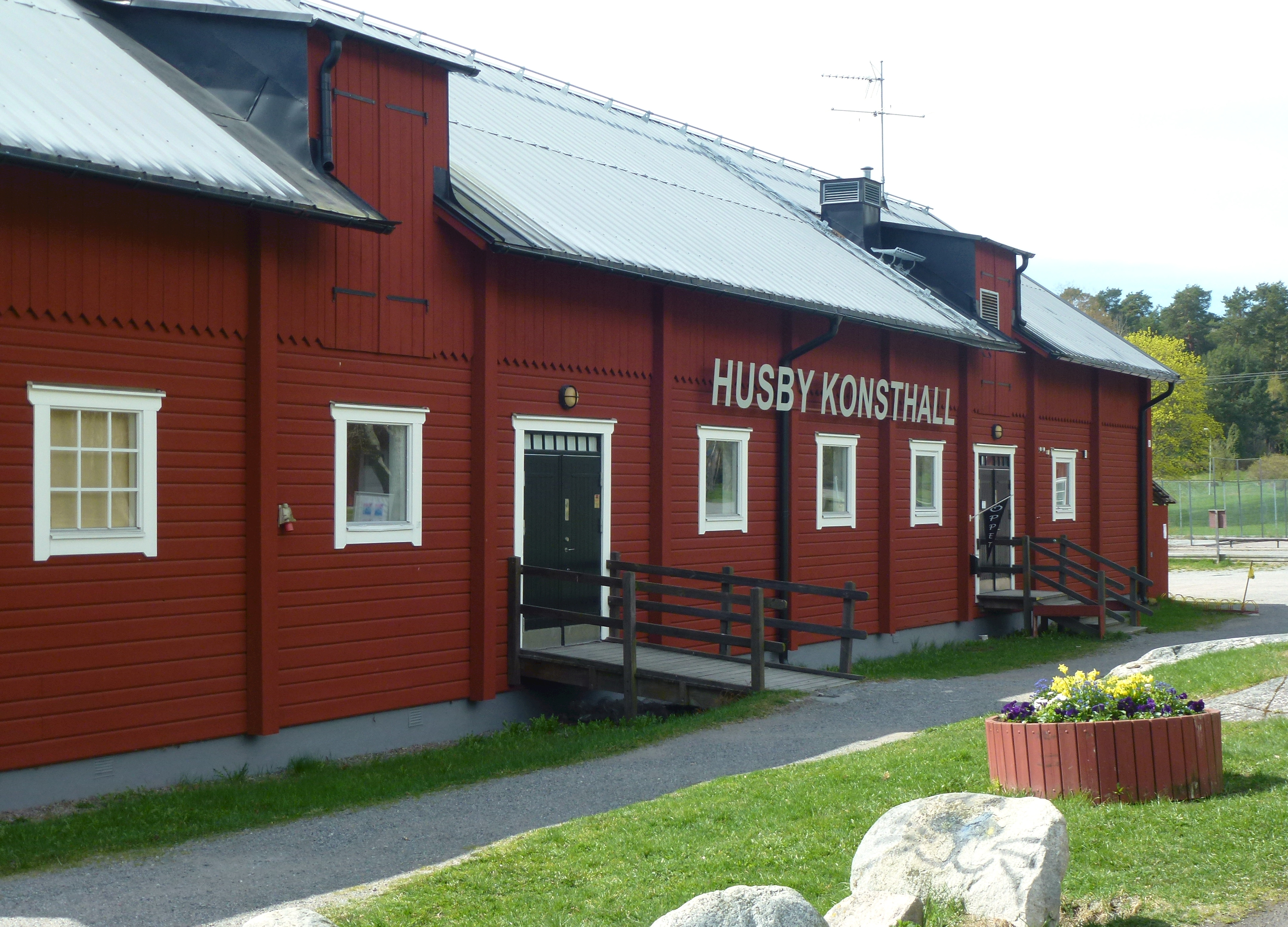
Husby Konst & Hantverksförening
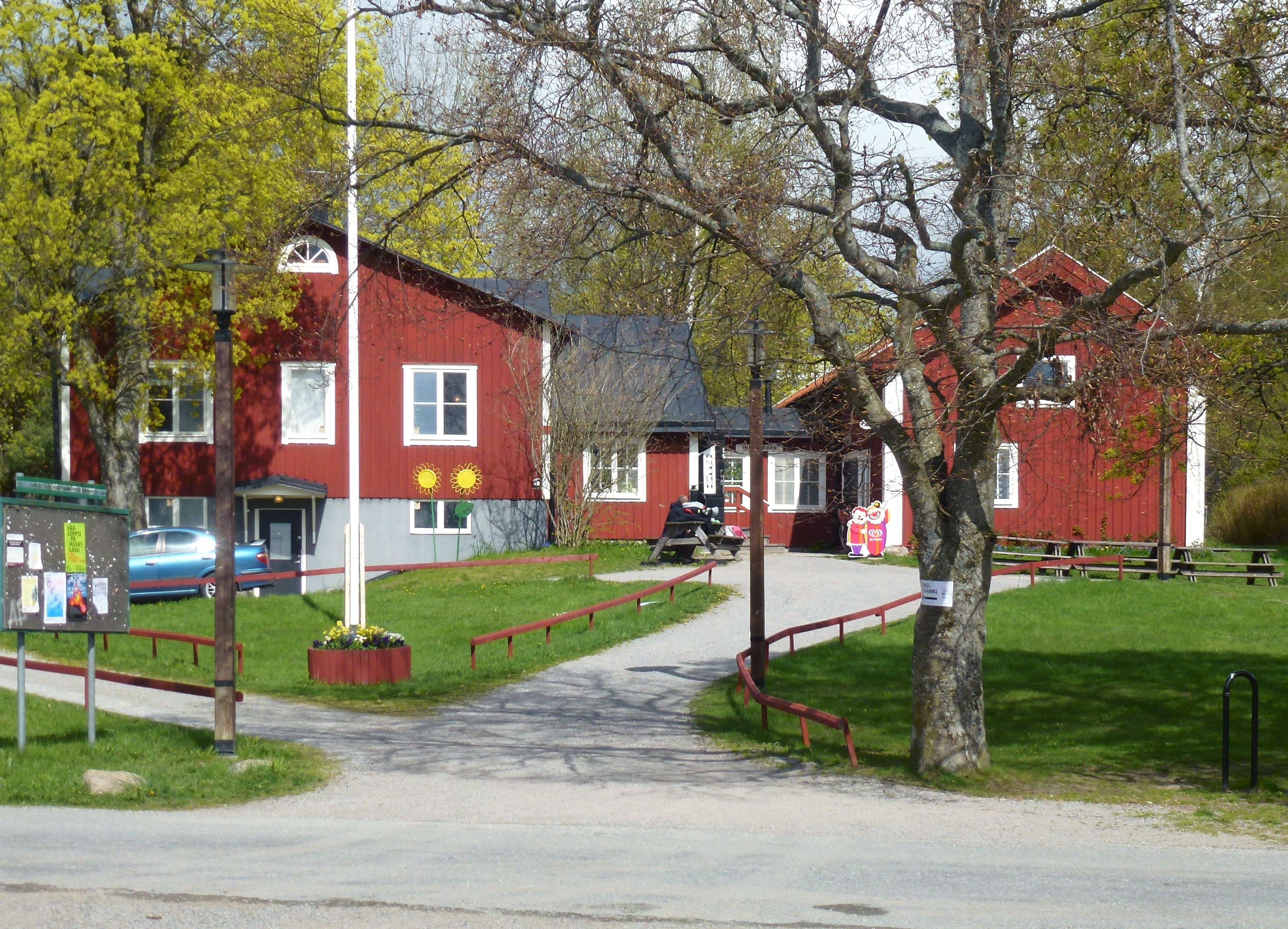
Husby gård